# Verkaufsoption

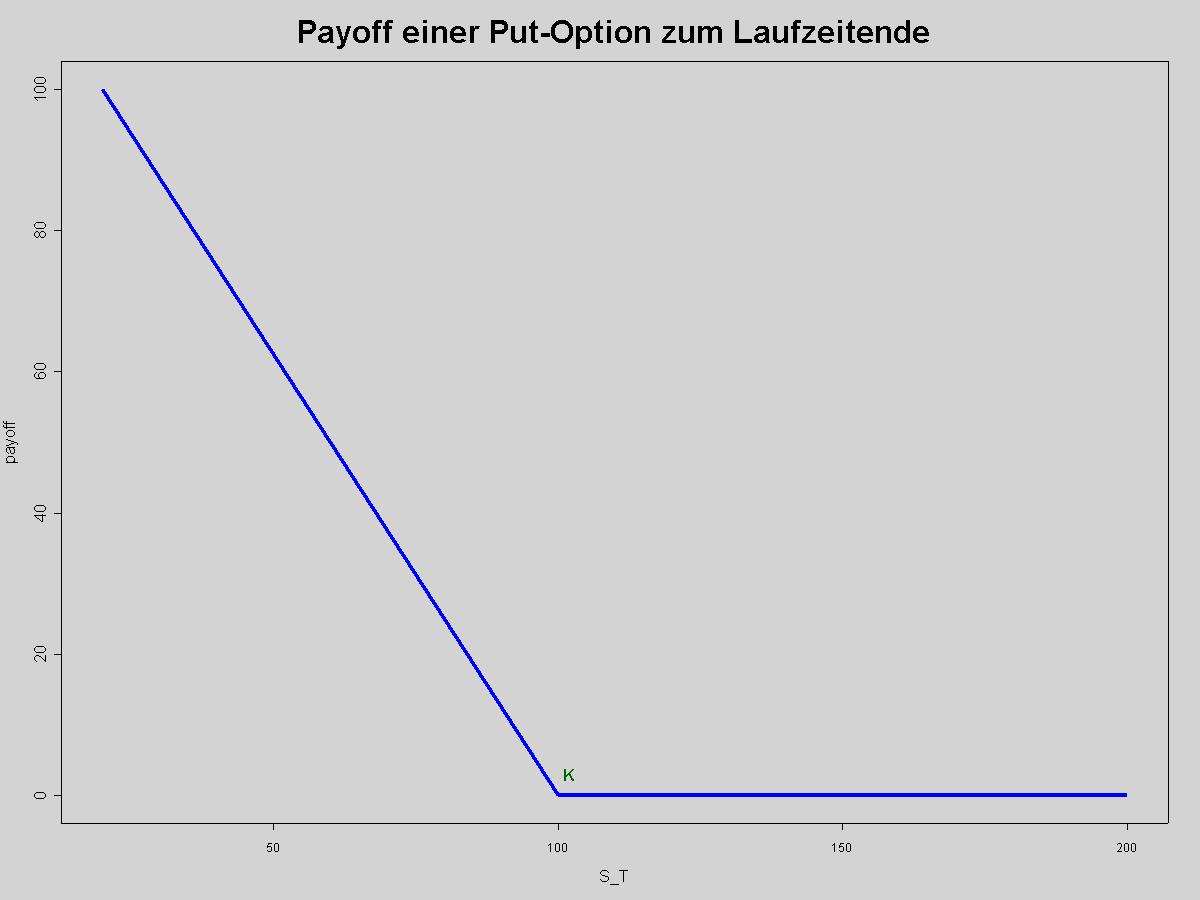
Auszahlungsdiagramm einer Verkaufsoption in Abhängigkeit vom Preis des Basiswertes (sogenannte Hockeystick-Funktion)

Gewinn/Verlust aus einer Verkaufsoption bei Fälligkeit abhängig vom Preis des Basiswertes.
Unterschieden wird die Position des Inhabers („Long Put“) von der des Stillhalters („Short Put“).

Eine Verkaufsoption (englisch put option, deshalb auch die Bezeichnungen Put-Option, Vanilla Put sowie abkürzend der oder das Put) ist im Finanzwesen eine der beiden grundlegenden Varianten einer Option. Der Inhaber einer Verkaufsoption hat das Recht, aber nicht die Pflicht, innerhalb eines bestimmten Zeitraums (amerikanische Optionen) oder zu einem bestimmten Zeitpunkt (europäische Optionen) eine festgelegte Menge eines bestimmten Basiswertes zu einem im Voraus festgelegten Preis (Ausübungspreis) zu verkaufen.
Aufgrund dieser Konstruktion steigt der Kurs einer Verkaufsoption tendenziell an, wenn der Kurs des Basiswertes fällt; umgekehrt fällt in der Regel der Kurs der Verkaufsoption, wenn der Kurs des Basiswertes steigt.
Die zweite grundlegende Variante von Optionen ist die Kaufoption.

## Funktionsweise
Der Verkäufer der Verkaufsoption – er wird als Stillhalter bezeichnet – ist zur Abnahme des Basiswertes verpflichtet. Für diese Verpflichtung erhält er die Optionsprämie vom Käufer der Option.
Der Käufer der Verkaufsoption  – er wird als Inhaber bezeichnet – wird sein Recht nur dann ausüben, wenn der Preis des Basiswertes unter dem Ausübungspreis liegt.
Ob bei Ausübung der Option allerdings der Basiswert geliefert wird – man spricht hier von physischer Lieferung – oder ein Barausgleich stattfindet, wird bereits bei Vertragsabschluss festgelegt. In der Praxis ist die Ausübungsart mit Barausgleich am weitesten verbreitet. Beim Barausgleich bezahlt der Stillhalter der Verkaufsoption dem Optionskäufer die Differenz zwischen dem Ausübungspreis und dem Preis, den der Basiswert zum vereinbarten Zeitpunkt hat.
Der Optionspreis einer Verkaufsoption entspricht aus Sicht des Inhabers einer Versicherungsprämie gegen drohenden Wertverfall des Basiswertes.
Ein vorzeitiges Ausüben der Option ist meist aufgrund des restlichen Zeitwertes nicht von Vorteil. Beim Ausüben würde man nur den inneren Wert erhalten, beim Verkauf den inneren Wert plus den Zeitwert. In der Praxis kann ein Ausüben trotzdem sinnvoll sein, wenn für die Option entweder am Markt kein Preis angeboten wird, oder wenn die Geld-Brief-Spanne zu groß ist.
Der maximale Gewinn, den der Käufer einer Verkaufsoption (Put) erzielen kann, ist im Gegensatz zu einer Kaufoption (Call) nicht unendlich, sondern auf den Ausübungswert abzüglich der von ihm entrichteten Optionsprämie beschränkt (und zwar dann, wenn der Basiswert den Wert null hat).
Der maximale Verlust des Verkäufers ist spiegelbildlich der Ausübungswert abzüglich der erhaltenen Prämie. Sein maximal möglicher Gewinn ist die Prämie.

## Beispiel
Ein Getreidebauer plant den Verkauf einer bestimmten Menge an Getreide zur zukünftigen Erntezeit. Er will sich dagegen versichern, dass bis dahin der Getreidepreis sinkt. Also kauft er eine Verkaufsoption auf diese Getreidemenge. Sollte bis zur Erntezeit der Preis des Basiswertes tatsächlich unter den Ausübungspreis fallen, dann muss der Verkäufer der Option dem Käufer diesen Preisfall ersetzen. Der Getreidebauer hat sich durch die Zahlung einer Optionsprämie gegen einen Getreidepreisverfall abgesichert.
Solche Geschäfte können grundsätzlich zwischen zwei beliebigen Parteien abgeschlossen werden, ohne jeden eigenen persönlichen Bezug zum Basiswert, hier Getreide.

## Strategien mit Verkaufsoptionen (Puts)
- Straddle
- Protective-Put-Strategie
- Butterfly
- Hausse-Spread, Baisse-Spread